# Che Pope
Che Pope (* 3. Mai 1970 in Boston, Massachusetts, USA) ist ein US-amerikanischer Hip-Hop-Produzent und ehemaliger COO (Chief Operating Officer) von Kanye Wests Label G.O.O.D Music. Größere Bekanntheit in Deutschland erlangte er durch die Zusammenarbeit mit Kanye West sowie Travis Scott. Außerdem wirkte er an dem für einen Grammy nominierten Album The Miseducation of Lauryn Hill von Lauryn Hill mit.

## Mitgewirkten Produktionen

### 1997
- M People – Fresco
- Destiny’s Child – No, No, No Part 2

### 1998
- Lauryn Hill – The Miseducation of Lauryn Hill
- Aretha Franklin – A Rose is Still a Rose
- Pras – Ghetto Supastar

### 1999
- Santana – Supernatural
- Mary J. Blige – Mary

### 2000er Jahre

#### 2002
- Beverly Knight – Who I Am

#### 2004
- Eminem – Encore
- Eminem – Ass Like That
- Eminem – Just Lose It

#### 2005
- The Game – Hate It or Love It
- The Game – The Documentary
- 50 Cent – The Massacre

#### 2006
- Mobb Deep – Blood Money
- Busta Rhymes – The Big Bang
- Jay-Z – Kingdom Come
- India.Arie – Testimony: Vol. 1, Life & Relationship

#### 2008
- RZA – Digi Snax

#### 2009
- Raekwon – Only Built 4 Cuban Linx... Pt. II

### 2010er Jahre

#### 2012
- G.O.O.D Music – Kanye West Presents: G.O.O.D. Music – Cruel Summer

#### 2013
- Pusha T – My Name is My Name
- Kanye West – Yeezus
- Kanye West – Bound 2

#### 2014
- Teyana Taylor – VII

#### 2015
- The Weeknd – Beauty Behind the Madness
- A$AP Rocky – At.Long.Last.A$AP
- Pusha T – King Push Darkest Before Dawn: The Prelude
- Kanye West – All Day

#### 2019
- Christina Aguilera – Liberation
- Teyana Taylor – K.T.S.E.
- Kanye West – Ye
- Nas – Nasir

## Auszeichnungen

### Grammys
| Jahr | Nominierter Künstler/Werk              | Auszeichnung     | Status                   |
| ---- | -------------------------------------- | ---------------- | ------------------------ |
| 2014 | Kanye West – "Bound 2"                 | Bester Rap Song  | Nominiert/Nicht gewonnen |
| 2015 | Kanye West – "All Day"                 | Bester Rap Song  | Nominiert/Nicht gewonnen |
| 2015 | The Weeknd – Beauty Behind the Madness | Album des Jahres | Nominiert/Nicht gewonnen |